# José Millán Astray

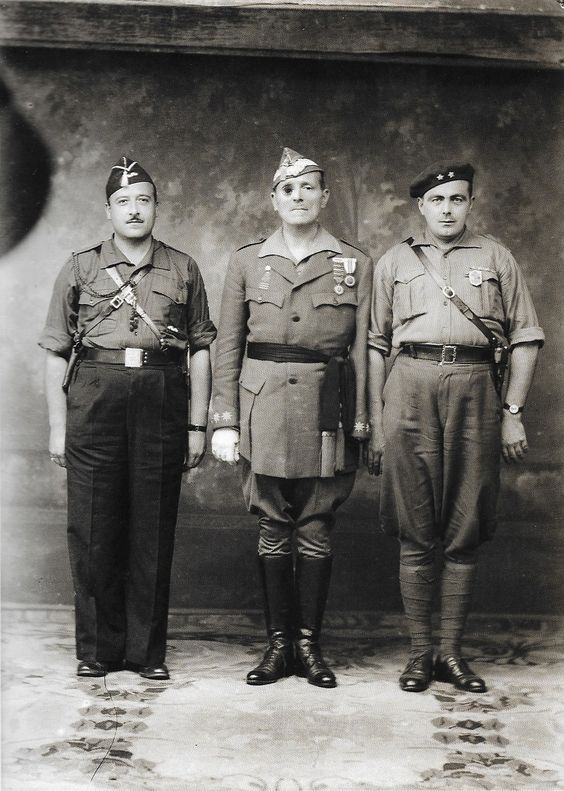
General Millán-Astray zwischen einem Vertreter der Falange (links) und der Carlisten (rechts) zu Beginn des Bürgerkrieges im September 1936

José Millán-Astray y Terreros (* 5. Juli 1879 in A Coruña; † 1. Januar 1954 in Madrid), von seinen Anhängern el glorioso mutilado (der ruhmreiche Versehrte) genannt, war ein spanischer Militär. Er baute zusammen mit dem späteren spanischen Diktator Francisco Franco die Spanische Fremdenlegion auf und führte im Spanischen Bürgerkrieg die nationalistisch-falangistische Propaganda an.

## Leben und Wirken

### Frühe Jahre
Millán Astrays Vater war Rechtsanwalt im Staatsdienst und wollte, dass sich sein Sohn ebenfalls für diesen Beruf entscheidet. Millán Astray meldete sich aber im Alter von 15 Jahren freiwillig auf der Akademie der Infanterie in Toledo (Academia de Infantería de Toledo) an. Wegen der Kolonialkriege wurden dringend Offiziere gebraucht, sodass er bereits mit 16 zum Leutnant ernannt wurde. Nach kurzem Studium an der Schule des Generalstabs ließ er sich 1896 zur Unterwerfung eines Aufstandes auf die Philippinen versetzen. Dort agierte er ganz im Sinne seiner Vorgesetzten und wurde mit der damals höchsten Tapferkeitsauszeichnung, dem Cruz de María Cristina, dekoriert; einen Monat später erhielt er das Cruz Roja al Mérito Militar und wieder einen Monat später das Cruz Primera Clase al Mérito Militar und wurde als Nationalheld bezeichnet. 1897 machte er sich erste Gedanken über die Aufstellung einer Sondereinheit. Es folgten 1898 die Ernennung zum Oberleutnant und ein kurzer Aufenthalt an der Schule des Generalstabs in Burgos, anschließend die Versetzung nach Burgos und einige weitere Stationierungen.
Am 12. Januar 1905 wurde Millán Astray zum Hauptmann ernannt. 1906 heiratete er Elvira Gutiérrez de la Torre, die ihm erst nach der Hochzeit ihre Absicht mitteilte, Jungfrau bleiben zu wollen; er unterhielt daraufhin nach eigenem Bekunden eine „freundschaftliche Beziehung“ zu ihr. Im selben Jahr beendete er sein Studium an der Schule des Generalstabs. Er nahm an der Festlegung der spanisch-französischen Grenze teil. Am 3. Juli 1911 wurde er Lehrer an der Academia de Infantería de Toledo, um nicht in den Stabsdienst versetzt zu werden und in der Infanterie bleiben zu können. 1912 bat er um Versetzung nach Spanisch-Marokko. Als Ahmed ben Mohammed el-Raisuli einen Aufstand gegen die spanische Herrschaft begann, kämpfte Millán Astray gegen ihn und wurde 1914 Major.

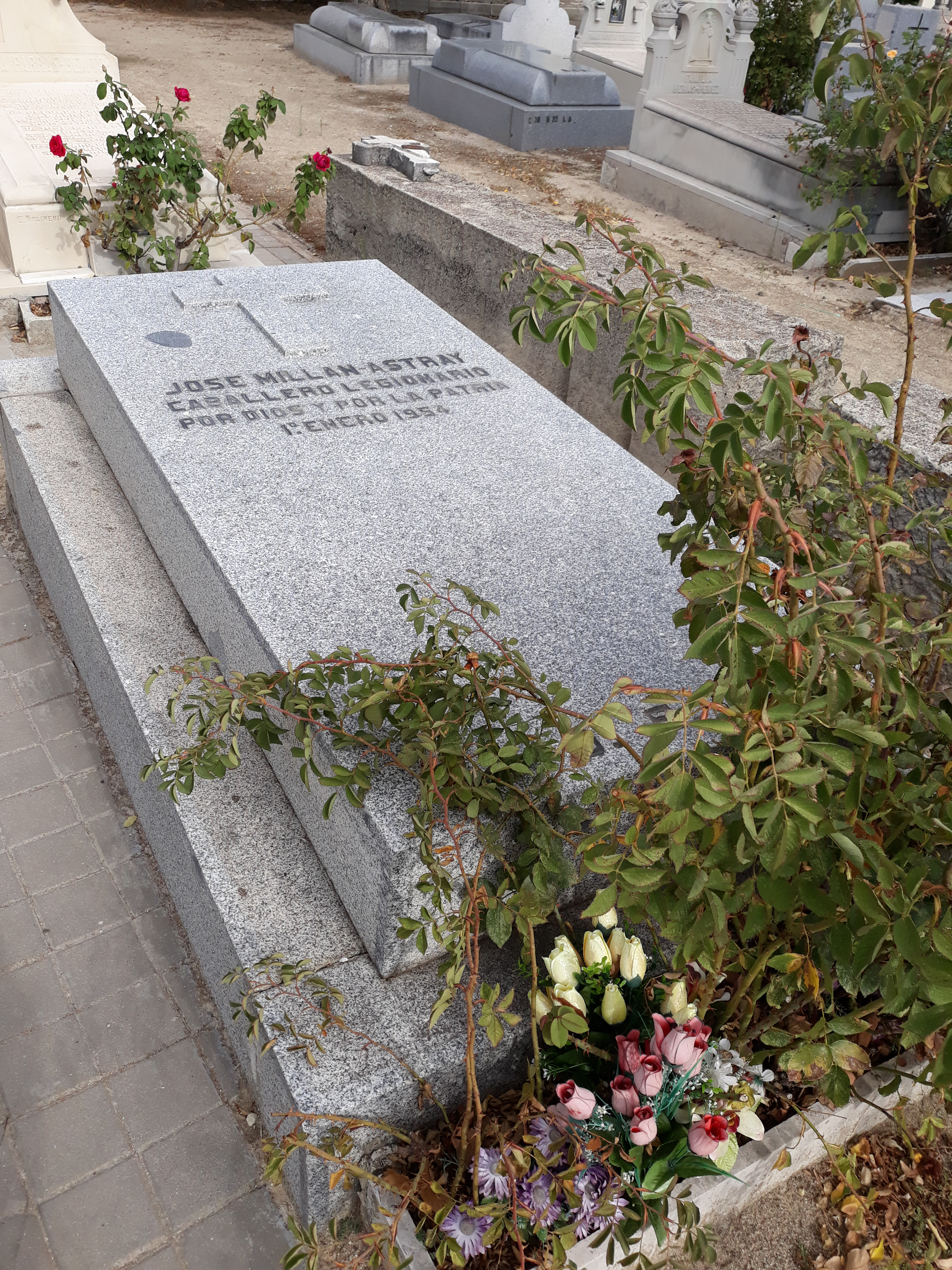
Grab José Millán Astray auf dem Cementerio de la Almudena in Madrid.

### Die spanische Legion
1919 begann er mit der Verwirklichung seines Projekts, eine Sondereinheit zu gründen, und nahm Kontakt mit dem Kriegsminister, General Tovar, auf. Es gelang ihm, diesen zu überzeugen, das Projekt nach dessen Prüfung anzunehmen. Anschließend reiste er nach Nordafrika und nahm erneut an den Kämpfen teil. Am 7. Januar 1920 wurde er zum Oberstleutnant befördert und am 28. Januar 1920 erfolgte per königlichem Dekret die Gründung des Tercio de Extranjeros (Fremdenlegion). Millán Astray ernannte Francisco Franco zu seinem Stellvertreter. Er führte die Legion in den Kämpfen gegen die Aufständischen an und begründete die Zeremonien, Symbole und Riten, die der Legion einen besonderen Korpsgeist verschaffen sollten. Daraufhin wurde ihm die Medalla de sufrimientos por la Patria verliehen. Am 26. Oktober 1924 zerschmetterte eine Kugel seinen Ellenbogen, sodass der Arm wegen einer Infektion amputiert werden musste. Am 4. März 1926 traf eine Kugel seine Wange und er verlor ein Auge; außerdem erlitt er einen Kieferbruch und büßte ein paar Zähne ein. Es war seine vierte Verwundung.

### Spanischer Bürgerkrieg
Am 12. Oktober 1936 hatte er eine in Spanien sehr bekannte Auseinandersetzung mit dem Dichter und Universitätsrektor Miguel de Unamuno. Dieser verteidigte, trotz seiner anfänglichen Sympathien für die Putschisten, im Rahmen einer eskalierenden Podiumsdiskussion die Sache der Vernunft gegen die Anwürfe der Faschisten und Nationalisten. Astray schrie darauf seine Forderung in den Saal, dass alle Intellektuellen getötet werden müssten: „¡Muera la inteligencia! ¡Viva la Muerte!“ (dt. Tod den Intellektuellen! Es lebe der Tod!). Unamuno musste sich darauf von der Universität Salamanca zurückziehen und verstarb kurze Zeit später. Astray spielte im Spanischen Bürgerkrieg eine eher unwichtige Rolle auf Seiten der Nationalisten. Gegen Ende des Krieges war er Minister für Presse und Propaganda.
1941 verliebte er sich in die Ministertochter Rita Gasset, schwängerte diese und verließ seine Ehefrau. Beide gingen aus Angst vor Francos Reaktion auf diesen Skandal nach Lissabon. Dort wurde auch die Tochter Peregrina geboren.